# Карлуш Луїш Бріту
Карлуш Луїш Бріту (порт. Carlos Brito, нар. 21 вересня 1963, Порту) — португальський футболіст, що грав на позиції захисника. По завершенні ігрової кар'єри — тренер.
Виступав, зокрема, за клуби «Боавішта» та «Ріу-Аве», а також молодіжну збірну Португалії.

## Клубна кар'єра
Народився 21 вересня 1963 року в місті Порту. Вихованець юнацьких команд футбольних клубів Progresso та «Боавішта».
У дорослому футболі дебютував 1982 року виступами за команду «Боавішта», в якій провів три сезони, взявши участь у 8 матчах чемпіонату. У складі «Боавішти» був одним з головних бомбардирів команди, маючи середню результативність на рівні 0,38 гола за гру першості.
Протягом 1985—1990 років захищав кольори клубу «Салгейруш».
У 1990 році перейшов до клубу «Ріу-Аве», за який відіграв 6 сезонів. Більшість часу, проведеного у складі «Ріу-Аве», був основним гравцем команди. Завершив професійну кар'єру футболіста виступами за команду «Ріу-Аве» у 1996 році.

## Виступи за збірні
У 1982 році дебютував у складі юнацької збірної Португалії (U-18), загалом на юнацькому рівні взяв участь у 3 іграх, відзначившись 2 забитими голами.
Також залучався до складу молодіжної збірної Португалії, де зіграв в одному офіційному матчі.

## Кар'єра тренера
Розпочав тренерську кар'єру відразу ж по завершенні кар'єри гравця, 1996 року, увійшовши до тренерського штабу клубу «Ріу-Аве».
У 2005 році став головним тренером команди «Боавішта», тренував клуб з Порту один рік.
Згодом протягом 2006–2007 років очолював тренерський штаб клубу «Насіунал».
Протягом тренерської кар'єри також очолював команди «Ріу-Аве», «Ештрела», «Лейшойнш» та «Пенафіел».
Наразі останнім місцем тренерської роботи був клуб «Фреамунде», головним тренером команди якого Карлуш Луїш Бріту був протягом 2016 року.